# Atari SA
Atari SA — интернациональная французская холдинговая компания. Штаб-квартира располагается в Париже. Atari SA владеет правами на бренды Intellivision и Atari, а также компаниями Atari, Inc. и Atari Interactive. Она была основана в 1983 году Бруно Боннелом и Кристофом Сапэ. С помощью своих дочерних компаний Atari SA занимается производством, выпуском и распространением видеоигр для всех популярных игровых приставок и персонального компьютера.

## История
Компания была основана Бруно Боннелем и Кристофом Сапэ в Лионе (Франция) в 1983 году. Изначально основатели планировали назвать её Zboub Système, но затем их отговорил юрист. По словам Боннелла, для выбора названии использовалась компьютерная программа, генерирующая сочетания случайных слов. Одним из выданных слов оказалось «Infogramme»: сочетание французских слов «informatique» (рус. информационные технологии) и «programme» (рус. компьютерная программа). В результате было выбрано и немного изменено это сочетание, которое превратилось в «Infogrames». В 1985 году, когда компания переехала в Вийёрбан, в качестве логотипа было выбрано животное броненосец. В одном из интервью Боннелл прокомментировал это так: «Этот динозавр[sic] — наш символ. Броненосцы всегда выживали, приспосабливаясь к условиям окружающей среды: от таяния ледников до аномальной жары». В 1987 году была основана дочерняя компания Infogrames Télématique, цель которой было создание и публикация игр. В конце 1980-х годов компания была замечена на рынке, так как она выпускала игры с оригинальными идеями. Infogrames приобрела ряд лицензий на разработку игр по французско-бельгийским комиксам, таких как Приключения Тинтина, Астерикс, Les Tuniques Bleues.
В 1992 году была выпущена знаменитая игра Alone in the Dark, одна из первых игр в жанре survival horror. В 1993 году была выпущена игра Asterix, тираж которой составил 2,4 млн копий.

Логотип компании Infogrames в период с 1999 по 2003 год

С 1996 года началась масштабная кампания по поглощению других производителей компьютерных игр. Она длилась более 7 лет и за это время было потрачено более 500 миллионов долларов; целью Infogrames было превратиться в ведущего издателя в области индустрии компьютерных игр. Хотя долг компании с 55 миллионов долларов в 1999 году возрос до 493 миллионов в 2002, доход Infogrames также повысился с 246 до 650 миллионов долларов за этот же период.
В 1996 году Infogrames купила Ocean Software примерно за 100 миллионов долларов и назвала её Infogrames UK. В июле 1997 года Infogrames поглотила компанию Philips Medi] BV.
В 1999 IESA купила Gremlin Interactive за 40 миллионов долларов и переименовала её в Infogrames Sheffield House; однако эта компания была закрыта в 2003 году. В том же году IESA приобрела Accolade за 60 миллионов долларов и Beam Software, впоследствии переименованную в Infogrames Melbourne House Pty Ltd
В январе 2001 года IESA приобрела у Hasbro подразделение Hasbro Interactive вместе с правами на портативную консоль Game.com за 100 млн долларов США (из них 95 млн долларов США — в виде акций Infogrames). С приобретением Hasbro Interactive, которое позднее было переименовано в Infogrames Interactive, Inc., IESA стала владельцем интеллектуальной собственности MicroProse и Atari, включая игровые серии Civilization, Falcon, RollerCoaster Tycoon, Centipede, Missile Command и Pong. По соглашению, заключенному во время сделки, Infogrames также получала эксклюзивные права на разработку и издательство игр по лицензии Hasbro, включая Dungeons & Dragons, Mr. Potato Head, My Little Pony и прочее, сроком 15 лет (плюс возможное продление на 5 лет по результатам своей деятельности в этой сфере). В октябре 2001 года Infogrames анонсировала возрождение бренда Atari, выпустив три игры под новым именем: Splashdown, MX Rider и TransWorld Surf. Бренд Atari ориентировался на взрослую аудиторию консольных игроков, когда как Infogrames отводились игры для персональных компьютеров, обучающие и казуальные игры.
7 мая 2003 года IESA официально реорганизовала своё американское подразделение Infogrames Inc. в отдельную компанию под названием Atari Inc., входящую в листинг NASDAQ. Подчинённые европейские подразделения были переименованы в Atari Europe; Infogrames Interactive, Inc. была переименована в Atari Interactive, Inc.. Infogrames Australia Pty Ltd стала называться Atari Australia Pty Ltd; Infogrames Melbourne House Pty Ltd — Atari Melbourne House Pty Ltd. Infogrames UK была переименована в Atari UK.
IESA стала холдинговой компанией, сменив своё название на Atari SA в 2009 году.